# Schlacht von Segale
Die Schlacht von Segale, die am 27. Oktober 1916 nördlich von Addis Abeba stattfand, war ein Sieg für die Unterstützer von Kaiserin Zauditu gegen die Unterstützer von Kaiser Iyasu V. Laut Paul B. Henze war Segale „Äthiopiens größte Schlacht seit Adwa“ im Jahr 1896.
Mit dieser Schlacht festigte Ras Tafari, der zukünftige Kaiser Haile Selassie, seine politische Bedeutung.

## Hintergrund
Der Adel Äthiopiens war durch die Regentschaft von Kaiser Iyasu V. in Aufruhr. Iyasu hatte den wichtigen koptischen Feiertag Meskel in der Hauptstadt Addis Abeba nicht gewürdigt. Stattdessen war er in der vorwiegend muslimischen Stadt Harar geblieben. Deshalb entschloss sich der Adel zu einer politischen Intrige: 17 Tage später, am 27. September, trafen sich eine Reihe Adliger und überzeugten Abuna Mattewos Iyasu zu exkommunizieren, mit der Anschuldigung, er sei zum Islam übergetreten. Auf den Palasttreppen wurde verkündet, dass Iyasu zugunsten der Kaiserin Zauditu abgesetzt worden sei.
Die Verschwörer erteilten den Befehl nach Harar, dass Iyasu festzunehmen sei. Er wurde aber nicht ausgeführt. Uneinigkeit herrscht über die folgenden Geschehnisse: Bahru Zewde ist der Ansicht, dass Iyasu nach Addis Abeba marschieren wollte, aber sein Vormarsch bei Mieso von 15.000 Soldaten aufgehalten wurde. In der Folge floh Iyasu in die Wüste. Harold Marcus beruft sich auf europäische Diplomaten-Depeschen und erklärt, dass Iyasu stattdessen mit einer Streitmacht unter Dejazmach Gebre zur Hauptstadt marschieren und eine zweite aus loyalen Afars und Somalis aufstellen ließ, um Dire Dawa zu sichern. Dejazmach lief zur gegnerischen Armee über, während die Afars und Somalis desertierten, bevor sie die Stadt erreichten. Iyasu floh daraufhin mit seinen Leibwächtern nach  Jijiga. Aleqa Gebre Igziabiher Elyas' Erzählung bestätigt Marcus darin, dass Iyasu in die Wüste floh, wo ihm seine Afar-Unterstützer halfen. In beiden Fällen fehlte ihm Harar als Unterstützungsbasis, so musste er Zuflucht in die Wüste nehmen.

## Schlacht

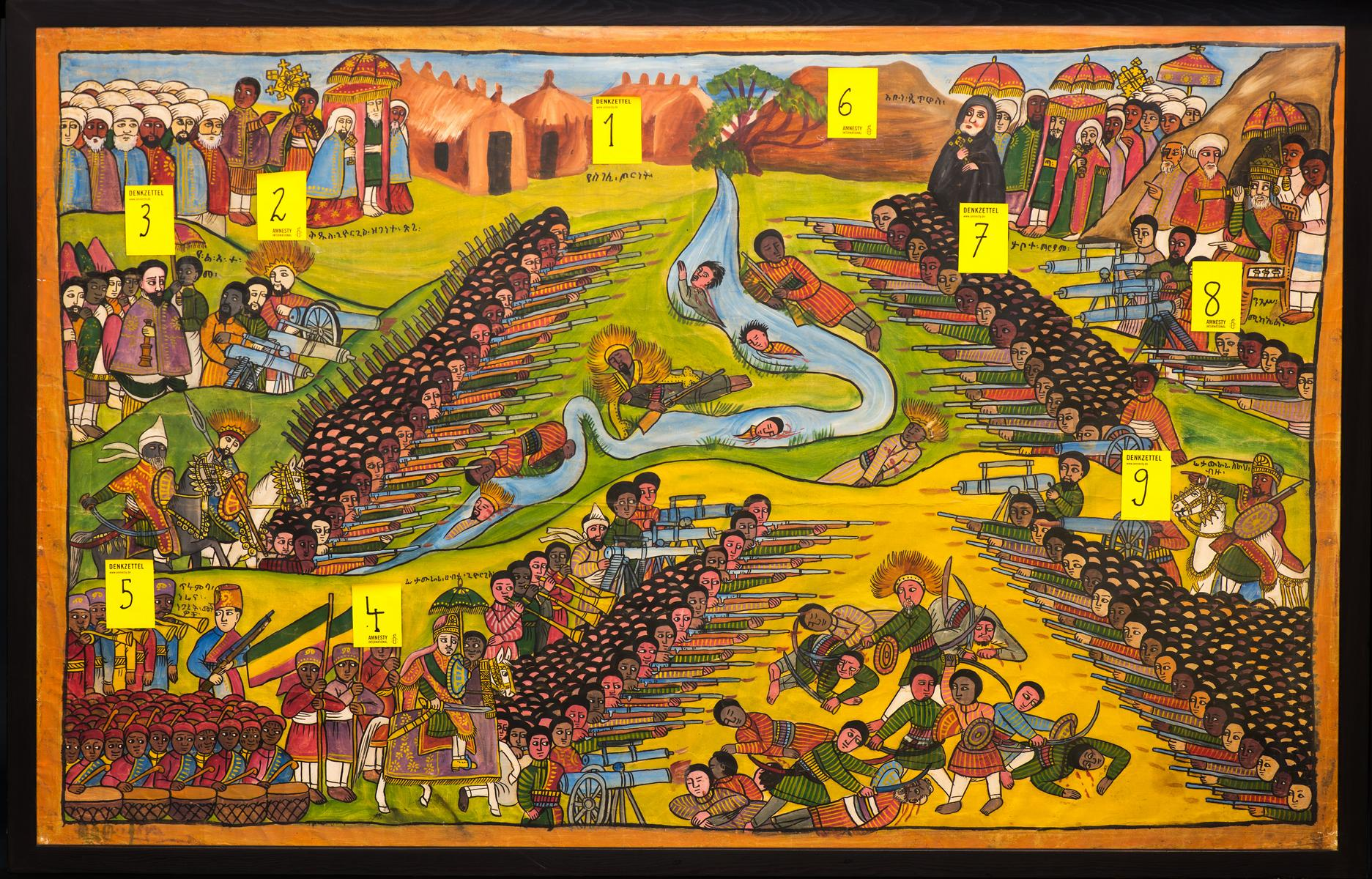
Schlacht von Segale, Naturfarben auf Leinwand, unbekannter Künstler, um 1920

Iyasus wichtigster Verbündeter war sein Vater König (Negus) Mikael von Wollo, der seine Soldaten langsam auf die Hauptstadt zu marschieren ließ, um Iyasu wieder auf den Thron zu verhelfen. Der König wartete bis Mitte Oktober und als er losmarschierte schmetterte er die Truppen die ihm entgegengeschickt wurden nieder. Am 18. Oktober schlugen seine Truppen eine vorgerückte Streitmacht von 11.000 Soldaten bei Menz und töteten deren Anführer Ras Lul Seged. Seine Gegner waren unter dem Kommando des (in der Thronfolge nächsten) Regenten Ras Tafari (dem zukünftigen Kaiser Haile Selassie) und Fitawrari Habte Giyorgis, die ihre auf 25.000 bis 35.000 Mann geschätzte Truppe nordwärts in die Schlacht führten. Beide Armeen standen sich am 22. Oktober bei Segale gegenüber.
Später verkündete Ras Tafari: „Blutvergießen unter Äthiopiern ist sehr betrüblich. Ich vereinbarte, dass die Mönche der Klöster von Debre Libanos and Zequala … mit ihren Kreuzen kommen sollten um König Mikael zu bitten nach Wollo zurückzukehren ohne Krieg zu führen. Es wird erzählt, dass König Mikael die Abgesandten festsetzte und ihre Botschaft ignorierte.“
König Mikael eröffnete frühmorgens die Schlacht, aber seine Artillerie wurde von dem Gegner außer Gefecht gesetzt und seinen Maschinengewehr-Schützen ging die Munition aus. Nach Augenzeugenberichten zeichnete Aleqa Gebre-Igziabiher Elyas die Schlachteröffnung nach und beschreibt den Sturm von König Mikaels Kavallerie und Infanterie: Die Shewan-Truppen waren darauf trainiert, ihre Gewehre in liegenden Reihen und in schneller Reihenfolge abzufeuern. Dann griffen die Shewans an, verfolgten die Armee von Wollo und nahmen Gefangene. Die Shewan-Kavallerie zog von Tal zu Tal und überrannte König Mikaels Heerlager. Um 3:25 Uhr am Nachmittag vermeldete ein Shewan-Offizier per Telefon den Sieg in die Hauptstadt, „...mit zahlreichen Toten auf beiden Seiten“. Aleqa Gebre-Igziabiher Elyas erklärte den hohen Blutzoll durch die Ähnlichkeit von Abzeichen und Uniformen beider Seiten, so dass sich die Soldaten oft nur durch Passwörter voneinander unterscheiden konnten, die sie aber oft nicht wussten. Bahru Zewde bemerkt lapidar: „Die Wollo-Truppen waren geschlagen; König Mikael gefangen; der Staatsstreich [vom 27. September] durch Blut besiegelt.“

## Nachwirkungen
König Mikael verteidigte sich in seiner Wagenburg, bis die Niederlage unvermeidbar war und er sich ergab. Alle gefangenen gegnerischen Soldaten wurden begnadigt, solange sie der neuen Kaiserin Treue schworen. Zwei Oberleutnants von König Mikael entkamen jedoch unbesiegt der Schlacht: Ras Yimer schaffte es, Teile der versprengten Truppen zu sammeln und sie nach Dessie zu führen; Fitawrari Sirah Bizu warf seine Waffen und seinen Kampfanzug weg und schlüpfte vom Schlachtfeld in das Gewand eines kranken Priesters. Mit einem einzelnen Diener traf er in Dessie Ras Yimer wieder. Dejazmach Gebre Igziabiher, ein halbherziger Unterstützer von König Mikael, saß die Schlacht aus. Doch als sein König sich ergab und er zu fliehen versuchte, lockten die Bauern von Aliyu Amba ihn in einen Hinterhalt und töteten ihn.
Als die Schlacht endete, erreichte der entthronte Iyasu Ankober und führte seine kleine Armee von 6000 Mann in die Wüste zurück nach Dessie, das er am 8. November erreichte. Dort schlossen sich Ras Yimer und Fitawrari Sirah Bizu an. Als die kaiserliche Armee die Stadt am 10. Dezember erreichte, floh er weiter nach Norden aus dem kaiserlichen Herrschaftsbereich zur Festung Amba Mariam. „Iyasu konnte die Bildung einer neuen Regierung nicht mehr verhindern“, schreibt Harold Marcus.